# Grand Lake, New Brunswick
Grand Lake är en sjö i Kanada.   Den ligger i provinsen New Brunswick, i den östra delen av landet, 700 km öster om huvudstaden Ottawa. Grand Lake ligger 4 meter över havet.
Runt Grand Lake är det mycket glesbefolkat, med 5 invånare per kvadratkilometer.